# 1980年レークプラシッドオリンピックのハンガリー選手団
1980年レークプラシッドオリンピックのハンガリー選手団（1980ねんレークプラシッドオリンピックのハンガリーせんしゅだん）は、1980年2月13日から2月24日までアメリカ合衆国ニューヨーク州のレークプラシッドで開催された1980年レークプラシッドオリンピックのハンガリー選手団、およびその競技結果。

## 概要
今大会は銅メダル1個を獲得した。
フィギュアスケートのアイスダンスでレゲーツィ・クリスチナ＆シャライ・アンドラーシュ組が1956年コルチナ・ダンペッツオオリンピックのフィギュアスケートで銅メダルを獲得したナジ・マリアンナ＆ナジ・ラースロー以来のメダルとなる銅メダルを獲得した。

## メダル
| メダル | 選手名                                          | 競技               | 種目         |
| ------ | ----------------------------------------------- | ------------------ | ------------ |
| 銅     | レゲーツィ・クリスチナ シャライ・アンドラーシュ | フィギュアスケート | アイスダンス |